# Kakmuži
Kakmuži este un sat din comuna Pljevlja, Muntenegru. Conform datelor de la recensământul din 2003, localitatea are 190 de locuitori (la recensământul din 1991 erau 288 de locuitori).

## Demografie
În satul Kakmuži locuiesc 172 de persoane adulte, iar vârsta medie a populației este de 48,0 de ani (44,9 la bărbați și 52,0 la femei). În localitate sunt 64 de gospodării, iar numărul mediu de membri în gospodărie este de 2,97.
Această localitate este populată majoritar de sârbi (conform recensământului din 2003).
|  |

| Demografie | Demografie | Demografie |
| An         | Locuitori  | Locuitori  |
| ---------- | ---------- | ---------- |
|            |            |            |
|            |            |            |
|            |            |            |
|            |            |            |
| 1948       | 536        |            |
| 1953       | 585        |            |
| 1961       | 625        |            |
| 1971       | 580        |            |
| 1981       | 420        |            |
| 1991       | 288        | 288        |
| 2003       | 197        | 190        |

| \| Componența etnică conform recensământului din 2003[2] \| Componența etnică conform recensământului din 2003[2] \| Componența etnică conform recensământului din 2003[2] \| Componența etnică conform recensământului din 2003[2] \| Componența etnică conform recensământului din 2003[2] \| \| ----------------------------------------------------- \| ----------------------------------------------------- \| ----------------------------------------------------- \| ----------------------------------------------------- \| ----------------------------------------------------- \| \| \| \| \| \| \| \| Sârbi \| Sârbi \| \| 153 \| 80,52% \| \| Muntenegreni \| Muntenegreni \| \| 32 \| 16,84% \| \| necunoscută \| necunoscută \| \| 0 \| 0% \| |              |  |     |        |
| Componența etnică conform recensământului din 2003 |              |  |     |        |
| |              |  |     |        |
| Sârbi | Sârbi        |  | 153 | 80,52% |
| Muntenegreni | Muntenegreni |  | 32  | 16,84% |
| necunoscută | necunoscută  |  | 0   | 0%     |